# Athetis fusca
Athetis fusca là một loài bướm đêm trong họ Noctuidae.